# Cerkiew Poczęcia Bogurodzicy w Młodowicach
Cerkiew Poczęcia Bogurodzicy (znana również pod wezwaniem Zmartwychwstania Pańskiego) – drewniana prawosławna cerkiew filialna w Młodowicach. Należy do parafii Opieki Matki Bożej w Kłokowicach, w dekanacie Przemyśl diecezji przemysko-gorlickiej Polskiego Autokefalicznego Kościoła Prawosławnego.
Dawna świątynia greckokatolicka. Położona na podkarpackim Szlaku Architektury Drewnianej.

## Historia
Świątynię wzniesiono w 1923 r. w miejscu starszej drewnianej cerkwi (której wezwanie zmieniono w 1864 r. ze św. Anny). Obok cerkwi w tym samym czasie wzniesiono drewnianą dzwonnicę na planie ośmioboku. Dzwonnica cerkiewna w Młodowicach jest jednym z nielicznych i oryginalnym przykładem recepcji modernistycznych form architektonicznych w drewnianym budownictwie sakralnym. Przy świątyni znajduje się prawosławny (dawniej greckokatolicki) cmentarz.
Cerkiew należała do parafii w Kormanicach greckokatolickiego dekanatu niżankowskiego. Do tej parafii należały również filialne cerkwie w Darowicach, Fredropolu i Kupiatyczach.
Po wojnie (od 1958 r.) świątynia była użytkowana przez wiernych Kościoła Prawosławnego. W latach 1993–1997 została wyremontowana. Na podstawie ustawy z dnia 17 grudnia 2009 r. o uregulowaniu stanu prawnego niektórych nieruchomości pozostających we władaniu Polskiego Autokefalicznego Kościoła Prawosławnego świątynia stała się wyłączną własnością tego Kościoła.

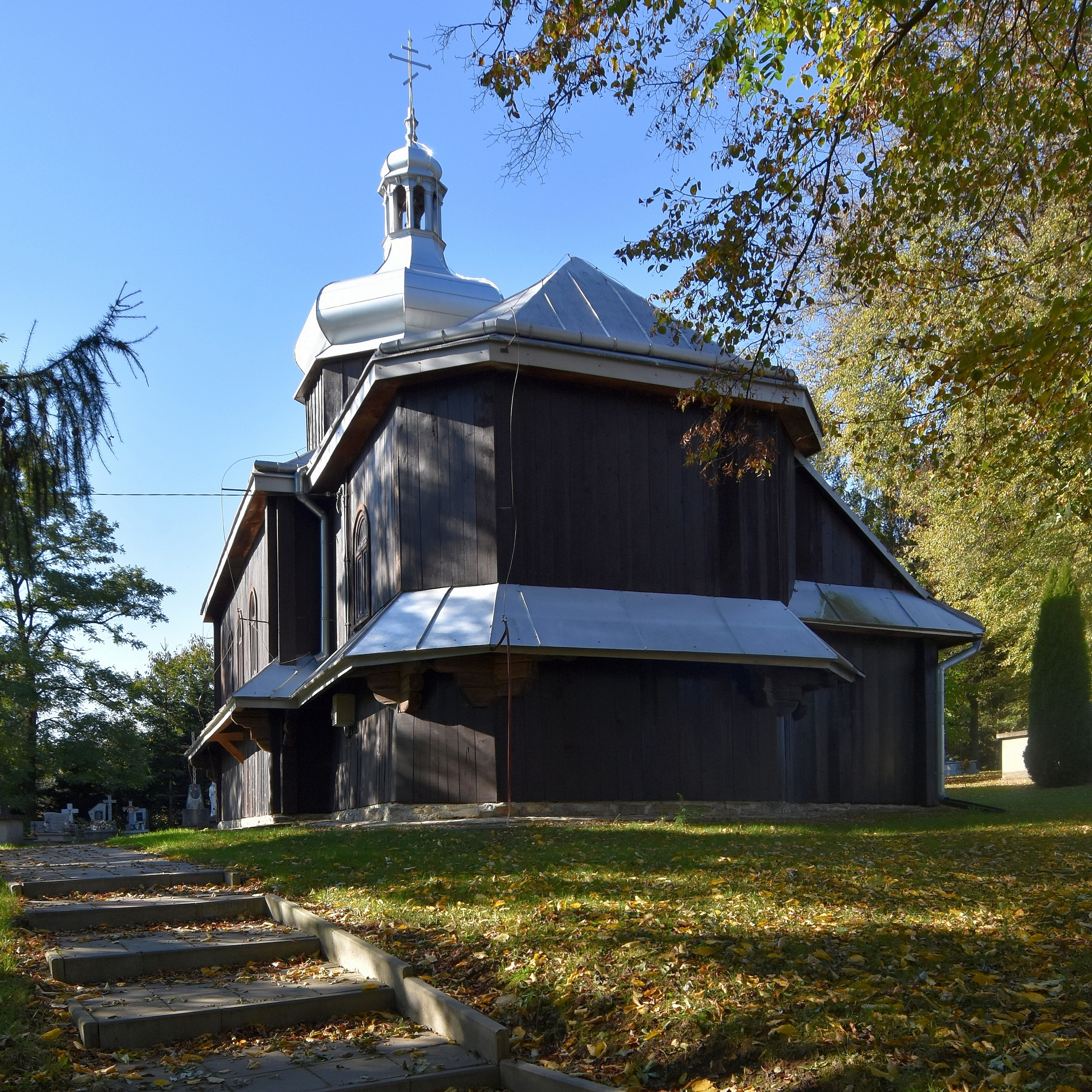
Widok od strony sanktuarium
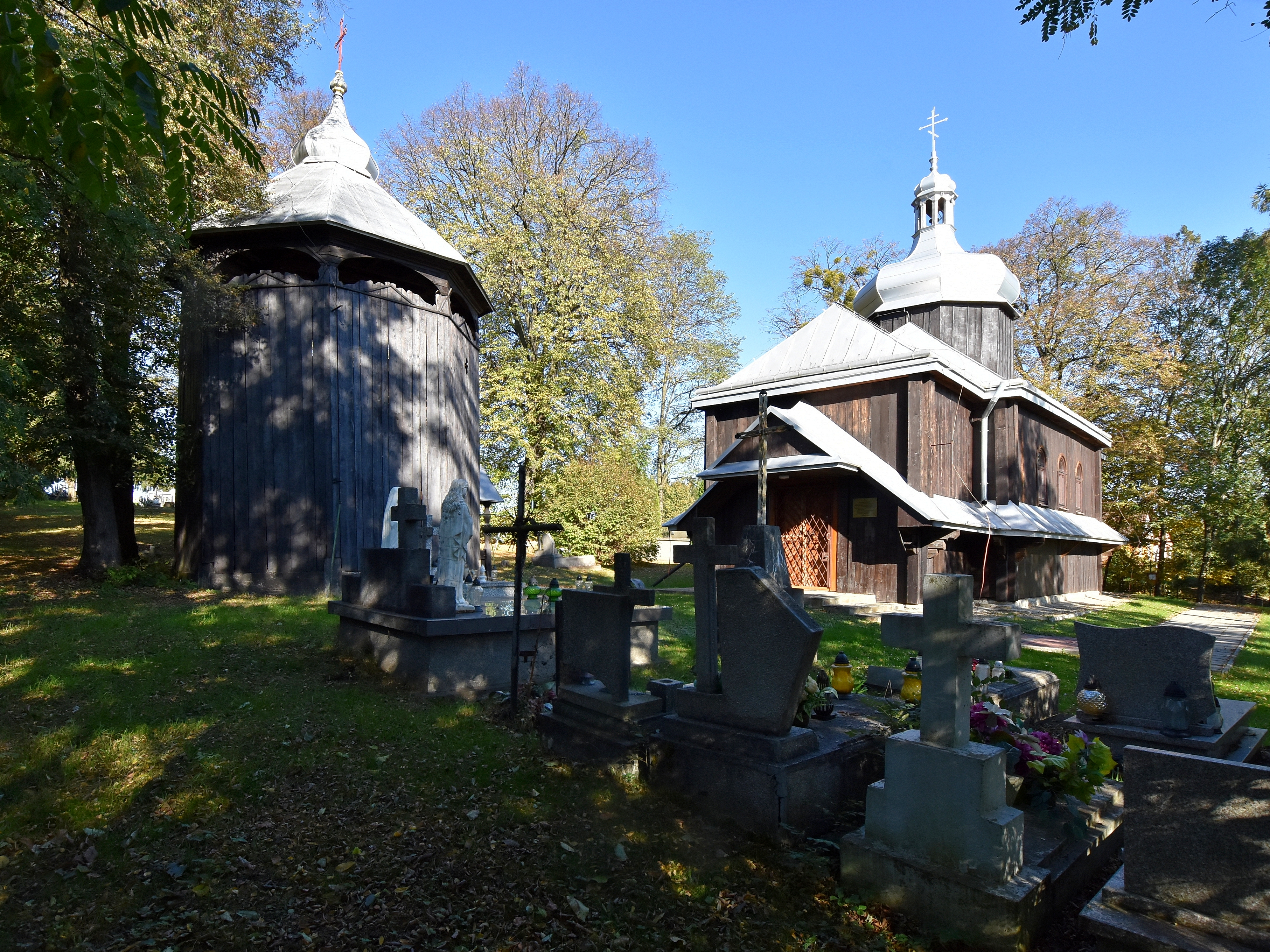
Widok od strony zachodniej
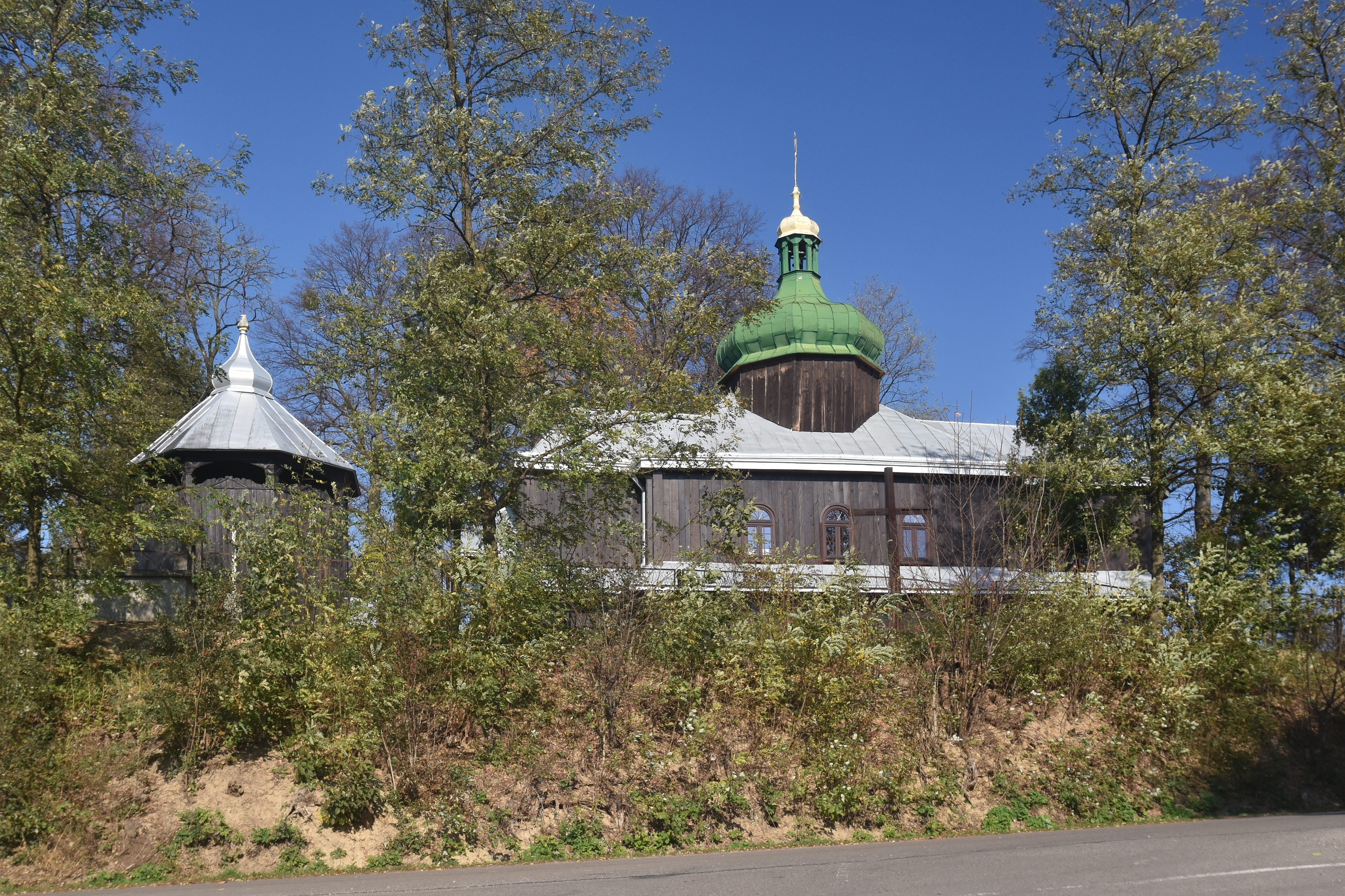
Widok ogólny

Cerkiew (po ukończonym kolejnym remoncie) została poświęcona 24 maja 2016 r. przez biskupa gorlickiego Paisjusza.
Cerkiew, dzwonnicę i cmentarz wpisano do rejestru zabytków 28 kwietnia 1993 r. pod nr A-601.

## Architektura
Cerkiew drewniana, konstrukcji zrębowej, orientowana, trójdzielna. Od strony zachodniej babiniec. Prezbiterium mniejsze od nawy, zamknięte trójbocznie, z zakrystią od strony północnej. Dachy cerkwi blaszane. Nad nawą ośmioboczny bęben z kopulastym dachem, zwieńczonym latarnią z cebulastą kopułką. Pozostałe dachy kalenicowe. Wokół cerkwi okap, wsparty na rysiach. Wewnątrz świątyni płaskie stropy. Ikonostas pochodzi z cerkwi w Huwnikach.
Dzwonnica wolnostojąca, na planie ośmioboku, drewniana, trójkondygnacyjna, o konstrukcji słupowo-ramowej, z blaszanym ostrosłupowym dachem, zwieńczonym cebulastym hełmem.

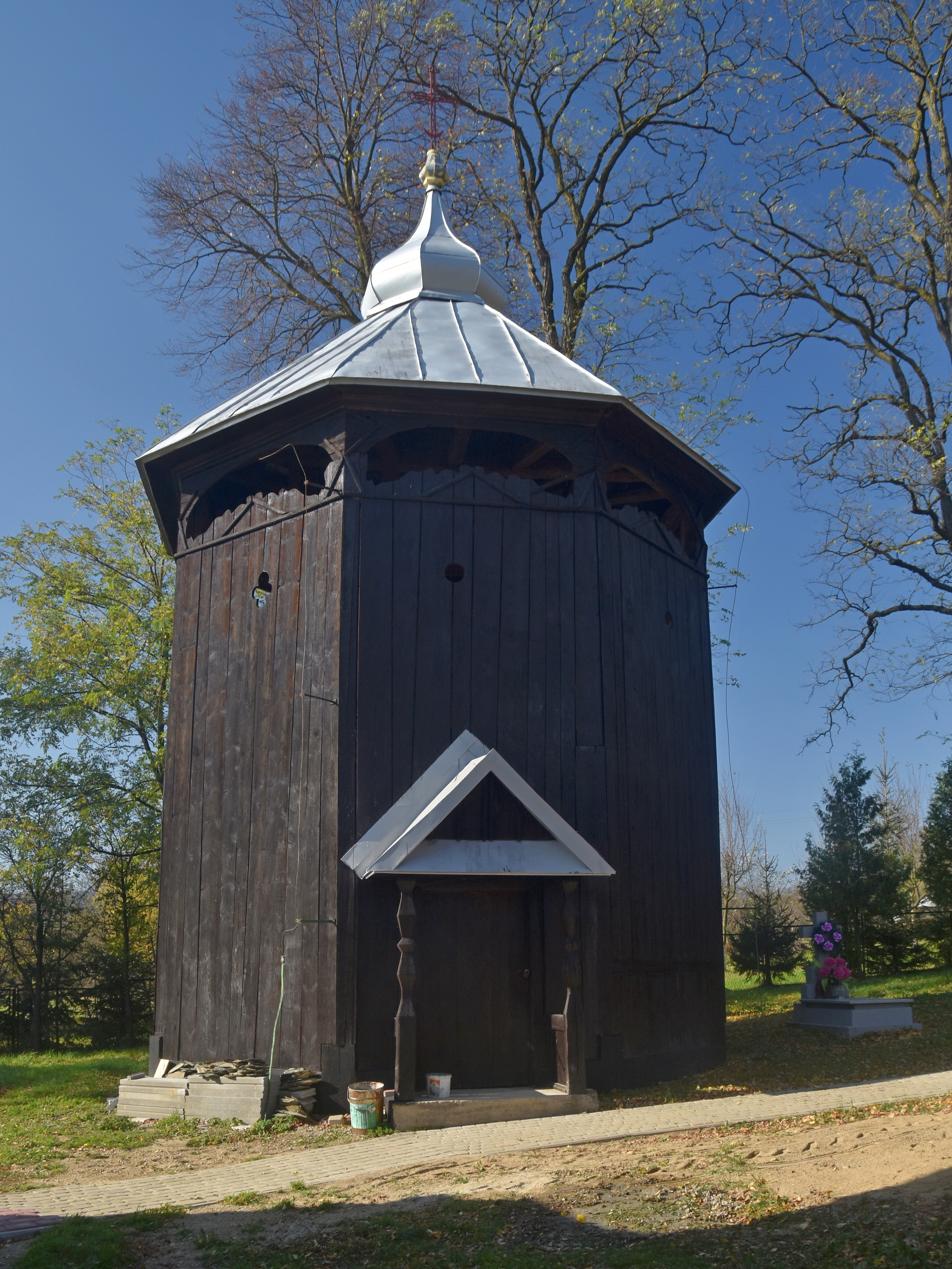
Dzwonnica
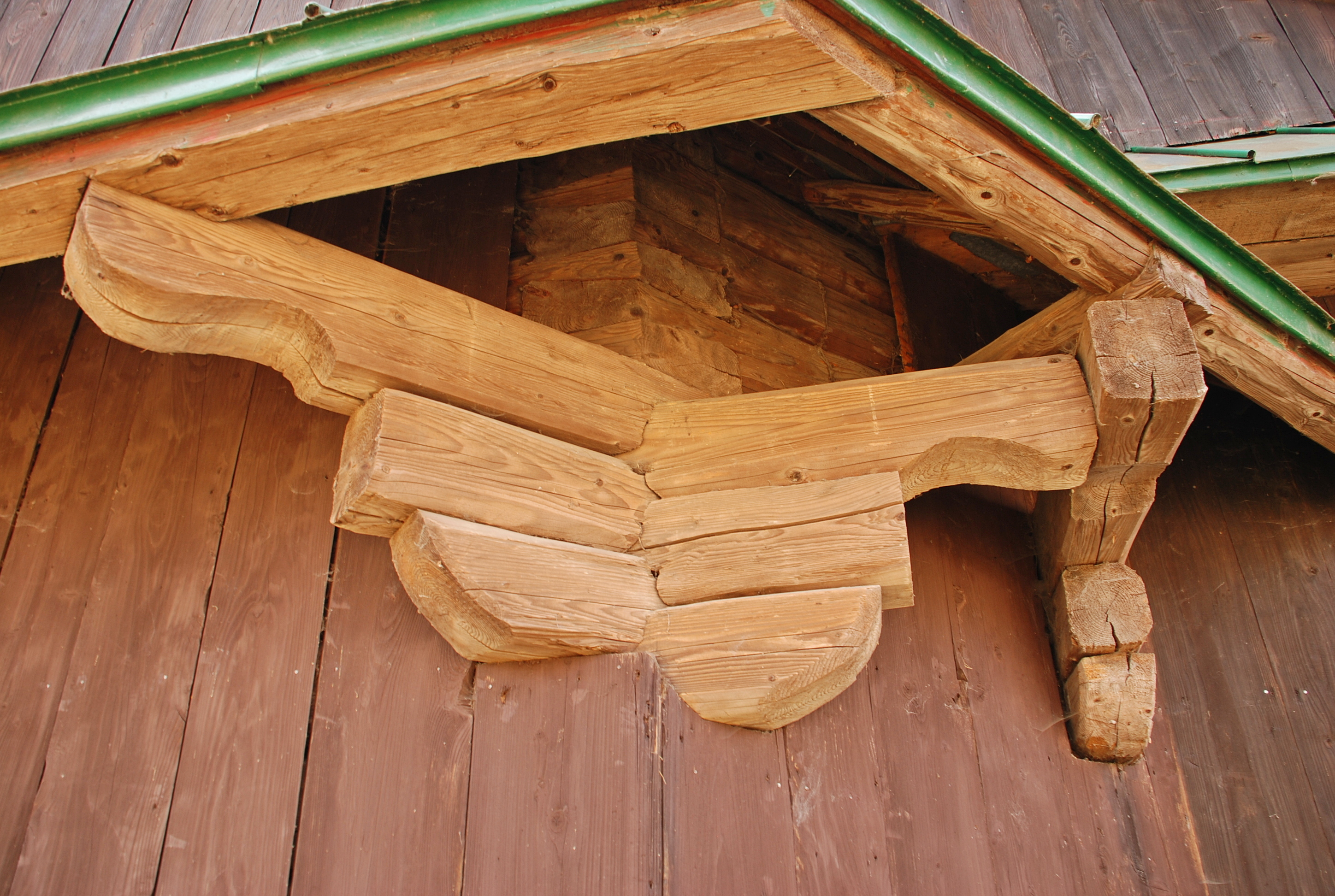
Element konstrukcyjny
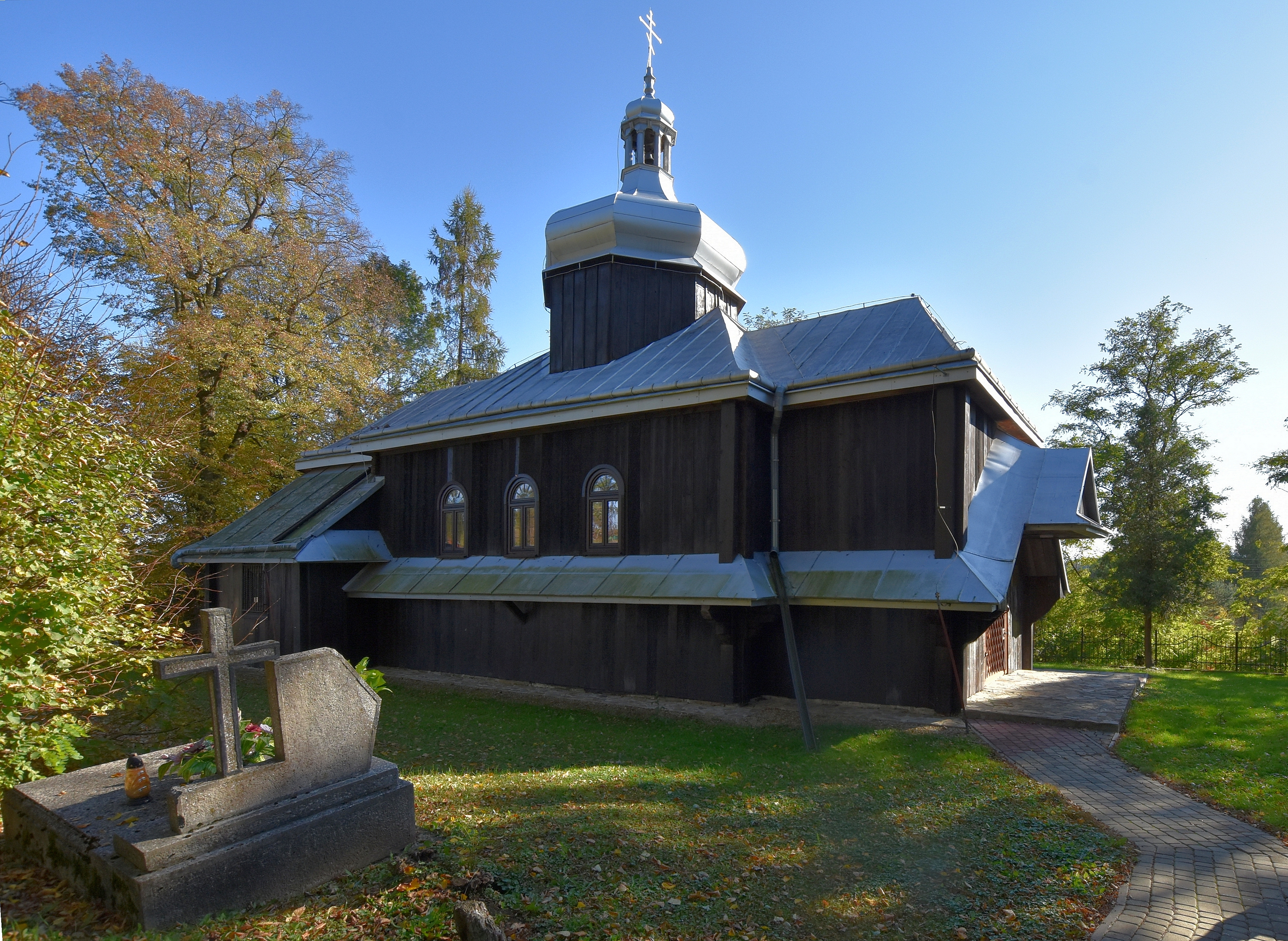
Elewacja północna